# Final Fantasy Crystal Chronicles
Final Fantasy Crystal Chronicles (ファイナルファンタジー クリスタルクロニクル, Fainaru Fantajī Kurisutaru Kuronikuru) é um jogo eletrônico RPG de ação desenvolvido pela The Game Designers Studio e publicado pela Nintendo exclusivamente para o GameCube. Um spin-off da franquia Final Fantasy, o jogo acabou gerando várias sequências que formam uma subsérie. No dia 10 de Junho de 2018, na TGS 2018, foi anunciada uma versão remasterizada para os consoles PlayStation 4 e Nintendo Switch.

## História
É contada por meio de eventos ocasionais, e leva no mínimo dez anos para que suas partes essenciais sejam contadas por inteiro. A história possui um aspecto poético e ela não tem as características comuns dos jogos da série principal, principalmente por se tratar de um fabuloso action-RPG complexo e profundo.
Os dungeons novos só existem até o quinto ano da história, a partir de então será preciso repetir as dungeons para saber toda história e, aliás, isso ajuda a adquirir atributos altos o bastante para fechar o jogo.
A trama principal, que se passa milhares de anos antes do jogo original, conta a história de um casal de irmãos gêmeos, Yulie e Cherinka, que são obrigados se aventurar depois que seu pai é atacado misteriosamente numa noite chuvosa por motivos que eles desconhecem. Para encarar os desafios, um se torna um guerreiro seguindo os passos do pai e a outra passa a dominar a arte da magia dos cristais.
Embora os personagens pareçam infantilizados no estilo do jogo, os labirintos e eventos são extremamente complexos.

## O jogo
Magias
Para usar novas magias o personagem deve encontrar, espalhadas pelas fases, Magicities. A junção de duas ou mais Magicities permite ataques diferentes ou mais poderosos.

## Modo multiplayer
O jogo possui modo multiplayer, que exige o uso de Game Boy Advance.

## Crítica
O jogo é muito diferente de qualquer FF da série principal, mas há aspectos comuns entre o jogo e os outros jogos da franquia.
Cada vez jogada, ganha um aspecto diferente, pois com adição dos personagens faz-se possível explorar áreas antes nunca exploradas.